# Roberto II di Francia
Roberto II, detto il Pio, in francese Robert II le Pieux (Orléans, 27 marzo 972 – Melun, 20 luglio 1031), fu re di Francia dal 996 al 1031 e duca di Borgogna dal 1004 al 1016.

## Origine
Come ci conferma la Genealogiæ Scriptoris Fusniacensis era l'unico figlio maschio del duca dei Franchi e conte di Parigi poi incoronato re di Francia, Ugo Capeto e, come conferma la Vita Roberti Regis, di Adelaide d'Aquitania, di nobile stirpe aquitana, che, secondo la Acta Sanctorum, era figlia del conte di Poitiers, conte di Alvernia e duca d'Aquitania (Adelaide…filia Pictavorum comitis, de progenie Caroli Magni moglie di Hugone, Francorum duce), Guglielmo III e di Gerloc (917-962, ribattezzata Adele) di Normandia, figlia del duca di Normandia Rollone (870-927) e della seconda moglie, Poppa di Bayeux.
Ugo Capeto, secondo la Hugonis Floriacensis, Historia Francorum Senonensis, era il figlio maschio primogenito del marchese di Neustria demarcus, conte d'Orleans e conte di Parigi, detto duca dei Franchi) e poi conte di Auxerre e anche duca di Borgogna Ugo il Grande (895-956), e della sua terza moglie, Edvige di Sassonia (922-965), figlia quartogenita del duca di Sassonia e re dei Franchi orientali, Enrico I l'Uccellatore (876 – 936) e della sua seconda moglie Matilde (890-968), che come ci riporta nelle sue cronache il monaco cluniacense e cronista Rodolfo il Glabro, era sorella del re dei Franchi Orientali Ottone I, che, a sua volta, secondo il Widukindi Res Gestæ Saxonicæ era figlio di Enrico I e Matilde.

## Biografia

### La giovinezza e il primo matrimonio
Suo padre, interessato al futuro del figlio, diede a Roberto un'istruzione brillante attraverso i più grandi maestri di quel tempo, alla scuola episcopale di Reims. Molto diligente, il giovane principe acquisì una significativa cultura, di stampo essenzialmente teologico. Le sue passioni furono i libri, la musica e le canzoni sacre; il suo biografo, Helgaud, monaco a Saint-Benoît-sur-Loire, ce lo descrive come molto caritatevole, modello di tutte le virtù cristiane, tanto da aver dato la vista a un cieco; per questo gli venne dato il soprannome di Pio.
Alla morte del re dei Franchi occidentali Lotario (986) i notabili del regno elessero suo figlio Luigi V e alla morte di questi (987), secondo la Hugonis Floriacensis, Historia Francorum Senonensis, il carolingio Carlo, duca della Bassa Lorena (Lotaringia), era designato a succedere al nipote Luigi V, ma il padre di Roberto, il duca dei Franchi e conte di Parigi Ugo Capeto, si ribellò e in un'assemblea convocata a Senlis per eleggere il nuovo re, l'arcivescovo di Reims Adalberone attaccò Carlo, perché al servizio di un re straniero e perché aveva sposato una donna di rango inferiore, che non poteva quindi diventare regina, mentre il duca dei franchi Ugo era senz'altro più adatto a ricoprire la carica di re. Ugo venne proclamato e incoronato re a Noyon il 3 luglio 987.
Il 30 dicembre del 987 il padre Ugo Capeto lo associò al trono mediante incoronazione a Orléans, per evitare che alla sua morte la successione di Roberto potesse subire contestazioni.
Carlo, che non aveva rinunciato ma era rimasto pretendente al trono, diede battaglia a Ugo, affiancato da Roberto, prendendo possesso di Reims e Laon.
Ancora secondo la Hugonis Floriacensis, Historia Francorum Senonensis, Ugo aveva dovuto abbandonare l'assedio di Laon e non avendo possibilità di vincere contro Carlo, si accordò con il vescovo di Laon Adalberone, detto Ascelino, che, il Lunedì dell'Angelo del 991, fingendosi suo sostenitore, a tradimento, catturò Carlo e lo consegnò a Ugo Capeto.
Ugo e Roberto si assicurarono il trono mediante questo tradimento ai danni di Carlo, che poco dopo, nel 992 mori (secondo il Sigeberti Auctarium Affligemense, in quello stesso 991.
Nel 988, sotto la pressione del padre, Roberto, come conferma la Vita Sancti Bertulfi Abbatis Renticensis, aveva sposato Rozala d'Ivrea (952 - 1003), di vent'anni più vecchia di lui, figlia del re d'Italia, Berengario II e vedova del conte di Fiandra Arnolfo II, che dopo la morte del marito aveva la tutela del figlio minorenne Baldovino, che Ugo Capeto aveva confermato conte di Fiandra; Rozala, dopo essere divenuta regina di Francia, mutò il suo nome in Susanna. Anche se gli piaceva la teologia e leggere i testi sacri, la sua pietà non gli impedì, tra il 991 e il 992, di ripudiare la moglie solo perché vecchia e sterile e lo portò a commettere eresia.

### Il secondo matrimonio, l'ascesa al trono e la lotta per il ducato di Borgogna
Roberto si era innamorato di Berta di Borgogna, e quando quest'ultima, nel marzo del 996, rimase vedova del conte Oddone I di Blois, avrebbe voluto sposarla (che Berta fosse la moglie di Oddone I di Blois, ci viene confermato dal Modernorum Regum Francorum Actus); ma dato che erano cugini di terzo grado il loro matrimonio venne ostacolato dal re suo padre e dal papa.
Nel 996, dopo la morte di suo padre, divenuto re di Francia, pur con l'opposizione di papa Gregorio V, sposò, in seconde nozze, la cugina Berta, figlia secondogenita del re di Arles Corrado III di Borgogna, come ci conferma Rodolfo il Glabro (Corrado III di Borgogna era figlio del re di Borgogna Transgiurana e poi primo re di Arles o delle due Borgogne, Rodolfo II, come ci conferma l'Herimanni Augiensis Chronicon e della moglie, Berta di Svevia, detta la Filandina, unica figlia femmina, secondo il cronista Liutprando, del duca di Svevia Burcardo II) e della sua seconda moglie, Matilde di Francia (943-980), come conferma la Chronica Albrici Monachi Trium Fontium, Matilde di Francia (943-980), figlia del re Luigi IV di Francia, detto d'Oltremare, figlia, secondo la Genealogiæ Comitum Flandriæ, Witgeri Genealogica Arnulfi Comitis, del re dei Franchi occidentali, Luigi IV d'Oltremare (920 – 954) e, secondo il continuatore del cronista Flodoardo, di Gerberga di Sassonia(913 circa-984), figlia del re dei Franchi Orientali, Enrico I l'Uccellatore e di Matilde di Ringelheim.

Roberto cercò di trattare con il papa Gregorio V, che non volle venire a compromessi; e dato che Roberto e Berta non volevano separarsi, nel 997 il papa gli inflisse sette anni di penitenza, minacciando la scomunica, che poi fu comminata ai due coniugi e l'interdetto al regno di Francia, dato che non si erano separati.
Nel 999 venne eletto papa, con il nome di Silvestro II, Gerberto di Aurillac (Alvernia, circa 938 – Roma, 12 maggio 1003), che era stato insegnante di Roberto a Reims, i rapporti tra Roberto e il papa migliorarono; infatti tolse la scomunica e l'interdetto, mantenendo però i sette anni di penitenza. Il matrimonio con Berta però non aveva dato frutti (solo un figlio nato morto), per cui Roberto il Pio fu costretto a separarsi da Berta nell'anno 1001.
Nel 1002, alla morte del duca di Borgogna, lo zio (il fratello di suo padre Ugo Capeto) Enrico Ottone il Grande (Enrico morì nel 1002 presso Pouilly-sur-Saône, sul fiume Saona e fu sepolto ad Auxerre, come ci vienne confermato dal Rodulfus Glaber Cluniacensis, Historiarum Sui Temporis Libri Quinque; anche la Chronica Albrici Monachi Trium Fontium ci conferma la morte di Enrico nel 1002, che aveva lasciato come erede il figliastro Ottone Guglielmo), Roberto non riconobbe la successione e pretese che il ducato tornasse alla corona di Francia; Ottone Guglielmo si oppose e occupò il ducato, avvantaggiato dai suoi rapporti con il Paese. Nel 1003 Roberto II radunò un forte esercito e, invaso il ducato, mise l'assedio ad Auxerre, incontrando però una disperata resistenza, che lo portò a devastare e saccheggiare il ducato per circa due anni. Ottone Guglielmo finì per sottomettersi e, nel 1004, il ducato di Borgogna venne annesso al regno di Francia dal re Roberto II (il ducato, nel 1016, fu concesso a uno dei figli di Roberto, Enrico che a sua volta trasmise, nel 1032 al fratello Roberto); questi avvenimenti sono narrati da Rodolfo il Glabro nel capitolo VIII del libro secondo del suo Rodulfus Glaber Cluniacensis, Historiarum Sui Temporis Libri Quinque. Ma molti feudatari continuarono a resistere al re (Avallon cadde nell'ottobre del 1005 e Auxerre a novembre dello stesso anno), sicché per sottomettere tutti i ribelli impiegò circa dodici anni. Sens e Digione caddero solo tra il 1015 e il 1016.

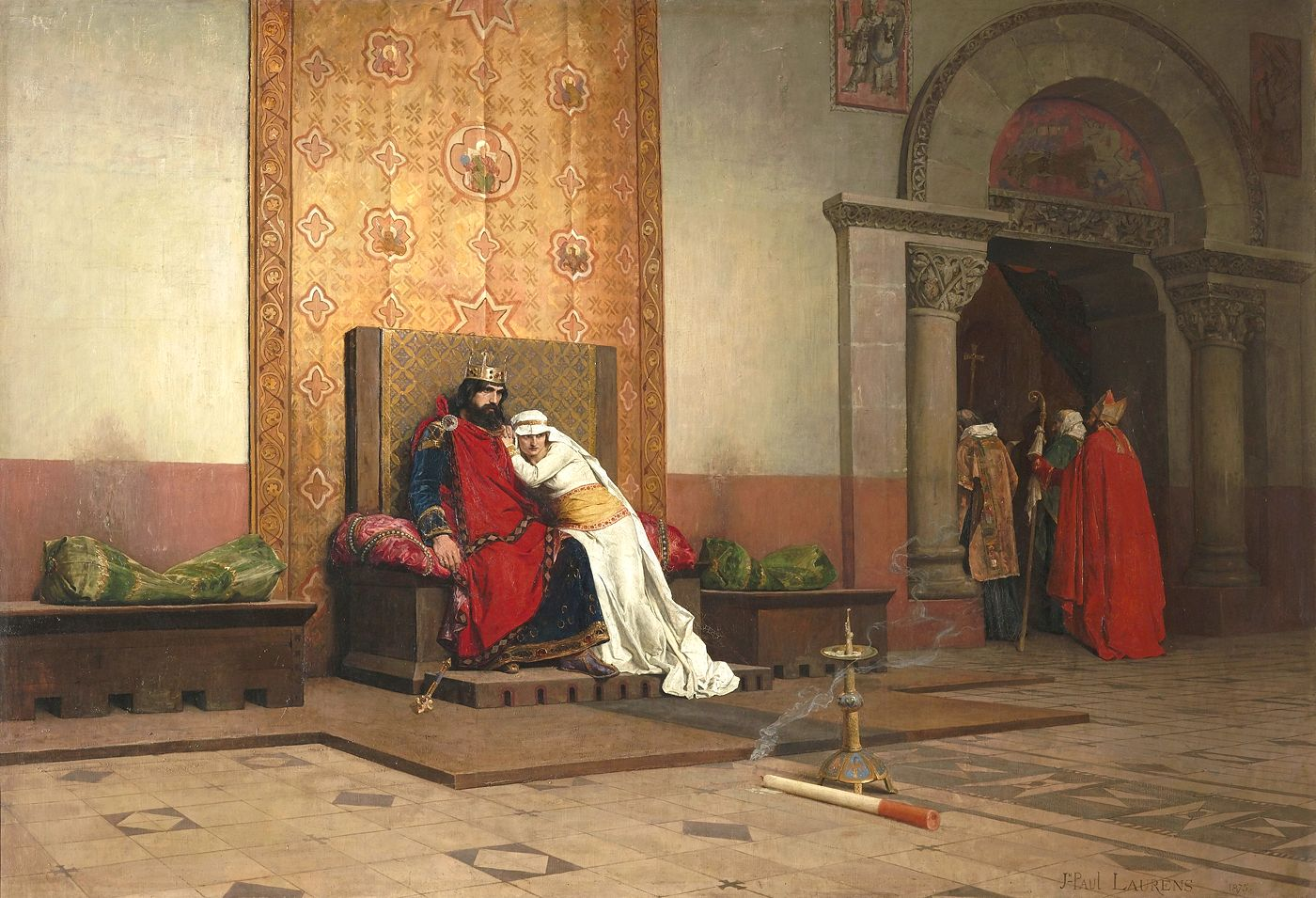
La scomunica di Roberto il Pio, Jean-Paul Laurens (1875). Museo d'Orsay.

Sempre nel 1102 il neoeletto re d'Italia Arduino chiese l'intervento armato di Roberto II, per combattere i suoi oppositori.

### Il terzo matrimonio e il regno
La sua prima moglie, Rosala era morta nel 1003, come confermano gli Annales Elnonenses Minores, e Roberto II, in quello stesso anno circa, in terze nozze, si sposò con Costanza d'Arles (986- luglio 1032); il matrimonio ci viene confermato sia dalla Chronica Albrici Monachi Trium Fontium che dal Chronicon Hugonis, monachi Virdunensis et divionensis abbatis Flaviniacensis I; Costanza era figlia, secondo Hugonis Floriacensis, Liber qui Modernorum Regum Francorum continet Actus 9, del conte d'Avignone, conte di Provenza e marchese di Provenza, Guglielmo I (circa 950-993) e di Adelaide d'Angiò (circa 947- 1026) (947 - 1026), figlia del conte d'Angiò e poi conte di Nantes e duca di Bretagna Folco II (secondo Hugonis Floriacensis, Liber qui Modernorum Regum Francorum continet Actus 9, Adelaide era la sorella del conte d'Angiò, Goffredo detto Grisegonelle, figlio di Folco II secondo la Chronica de Gesta Consulum Andegavorum, Chroniques d'Anjou) e di Gerberga (secondo lo storico Maurice Chaume era figlia del visconte Goffredo d'Orleans).
Con questo matrimonio una regina del sud della Francia arrivò alla corte di Parigi, dove non fu molto amata sia per la condotta e i costumi più liberi, sia per il suo carattere intrigante e crudele. Ancora secondo Rodolfo il Glabro, Costanza era stata calunniata da un certo Ugo di Beauvais, che conquistata la fiducia del re era stato nominato conte palatino ed era riuscito a farla allontanare da corte.
Non molto tempo dopo, nel 1008, sempre secondo Rodolfo il Glabro, il conte d'Angiò Folco III Nerra, parente della regina inviò venti cavalieri ad assassinare Ugo di Beauvais, mentre era a caccia con re Roberto. Il conte d'Angiò poi dette rifugio e protezione ai cavalieri, ma alla fine dovette consegnarli a re Roberto.
Anche Roberto, in quel periodo si era stancato della moglie, aveva ripreso a frequentare Berta e si era recato a Roma, dal papa Sergio IV, cercando inutilmente di ottenere l'annullamento. Dopo questi avvenimenti, Patrick van Kerrebrouck, nel suo Les Capétiens, 987-1328 (Villeneuve d'Asq), a pag. 57 sostiene che, nel 1009, Costanza era rientrata a corte e nelle grazie del re.
Nel 1006, assieme all'imperatore Enrico II, aveva effettuato una spedizione per ridurre all'obbedienza, il conte delle Fiandre Baldovino il Barbuto, vassallo di Roberto II, affinché restituisse all'impero la città di Valenciennes, indebitamente occupata.
Nel 1016 cedette il ducato di Borgogna al secondogenito Enrico. Nel 1017 associò al trono il figlio maggiore Ugo, detto Ugo il Grande, di dieci anni d'età, e lo fece incoronare nel palazzo reale di Compiègne; però Ugo, spinto dalla madre, Costanza, tra il 1024 e il 1025, si ribellò; infine si sottomise e ottenne di avere un reale potere, che esercitò molto bene tanto che fu chiamato Ugo il Grande. Ma, dopo pochi mesi, morì e fu inumato nella chiesa del beato martire Cornelio, dove era stato incoronato a Compiègne.
Roberto II affiancò la chiesa nel combattere le eresie, comminando in alcuni casi anche la pena di morte: a Orléans, nel 1022, alla presenza di Roberto, vennero bruciati tredici catari.
Nel 1023 Roberto incontrò nuovamente l'imperatore, Enrico II, in un solenne incontro a Ivois, sulle rive della Mosa, dove si promisero eterna amicizia e fecero un programma per riformare il clero: concordarono di convocare a Pavia un'assemblea di vescovi, in rappresentanza del vecchio regno carolingio.
Dopo la morte di Enrico II (13 luglio 1024), progettò di combattere il nuovo imperatore, Corrado II di Franconia, per poter riappropriarsi della Lorena:
il re di Francia, Roberto II il Pio, con il duca d'Aquitania, Guglielmo V, e con il conte di Champagne e conte di Blois Oddone II di Blois (983-1037), nel 1025, orchestrò un piano per sottrarre all'imperatore:
- la Lombardia, che sarebbe toccata a Guglielmo V
- il regno di Arles, che sarebbe toccato a Oddone II
- la Lorena che sarebbe stata incorporata dalla corona di Francia[47]

La cosa non andò a buon fine perché Oddone II era troppo impegnato a combattere il conte d'Angiò Folco Nerra, Guglielmo V, dopo essere arrivato in Lombardia, constatò che la situazione era meno favorevole del previsto e rinunciò, infine ambedue i duchi di Lorena, Federico III duca dell'Alta Lorena (Lotaringia) e Gothelo I duca della Bassa Lorena (Lotaringia), che si erano opposti al nuovo re dei Franchi Orientali, Corrado II il Salico, ad Aquisgrana, fecero atto di sottomissione a Corrado il giorno di Natale del 1025.
Dopo la morte di Ugo Roberto II il Pio avrebbe voluto associare al trono il maschio secondogenito, Enrico mentre Costanza d'Arles avrebbe preferito incoronare il fratello minore, Roberto, in quanto Enrico era già duca di Borgogna. Alla fine prevalse la volontà del padre ed Enrico venne incoronato re di Francia nella cattedrale di Reims il 14 maggio 1027.
Nel 1030 Roberto e il fratello Enrico, sempre spinti da Costanza, si ribellarono al loro padre, il re Roberto II, conquistando alcuni castelli; Roberto II reagì, raccolse un esercito e andò in Borgogna, dove ne seguì una guerra civile, che arrecò grandi devastazioni; dopo aver consultato Guglielmo da Volpiano, che gli ricordò le sue ribellioni contro il padre, re Roberto ammise le sue colpe e i tre fecero la pace.
Roberto morì nel 1031, come ci viene confermato dalla Chronica Albrici Monachi Trium Fontium, che ce lo ricorda come uomo dedito alle opere di carità. Roberto II fu sepolto nella basilica di Saint-Denis, dove fu raggiunto da Costanza nel 1032.
Dopo la morte di Roberto II, la regina madre Costanza, spalleggiata dal conte Oddone II di Blois, capeggiò una rivolta per poter mettere sul trono Roberto al posto dell'altro figlio, Enrico, già incoronato quattro anni prima; Enrico mantenne il trono, cedendo però al fratello, Roberto, il ducato di Borgogna, che ormai, da quasi trent'anni, era legato alla corona di Francia; così, nel 1032, Roberto divenne il duca di Borgogna Roberto I.

## Famiglia e figli
Roberto sposò nel 988 dapprima Rozala d'Ivrea, figlia del re d'Italia Berengario II d'Ivrea e di Willa III d'Arles. Essi non ebbero figli.
Sposò in seconde nozze nel 996 Berta di Borgogna, figlia del re d'Arles Corrado III di Borgogna e di Matilde. L'unione fu molto contestata e fu sciolta, non impedendo però a Roberto di frequentarla in un secondo momento. Essi ebbero:
- un figlio nato morto.

Roberto sposò in terze nozze, attorno al 1003, Costanza d'Arles, figlia del conte e poi marchese di Provenza, Guglielmo I e di Adelaide d'Angiò. Essi ebbero sette figli:
- Alice o Edvige o Adela (circa 1003-circa 1063), contessa di Auxerre, che secondo il Chronici Hugonis Floriacensis aveva sposato (nel 1015[58]) Rinaldo I di Nevers[59](circa 1000-1040), conte di Nevers (1028-1040);
- Ugo detto il Grande (1007-1025), associato al regno (1017-1025)[60];
- Enrico I[37] (circa 1009-1060), duca di Borgogna (1017-1032) e re di Francia (1031-1060);
- Adele o Adelaide (1009-1079), fidanzata (1027) al duca Riccardo III di Normandia (1001-1027, assassinato, molto probabilmente avvelenato). Nel 1028 sposò il conte Baldovino V delle Fiandre (1012-1067), come ci viene confermato sia dalla Chronica Albrici Monachi Trium Fontium[61];
- Roberto[37] (1011-1076) conte di Langres dal 1027 e duca di Borgogna dal 1032;
- Oddone o Eudes[37] (1013-1056 circa) forse malato di mente[62], verso il 1040, complottò contro il fratello, Enrico I, ma, assediato in un castello, venne catturato e fu imprigionato a Orléans, dove la porta della prigione venne murata[63]; dopo essere stato liberato, collaborò con il fratello Enrico, partecipando alla guerra contro il duca di Normandia Guglielmo il Conquistatore, come ci conferma il monaco e cronista inglese, Orderico Vitale (Henricum regem......Odonem fratrem suum)[64];
- Constanza[43] (1014-?), sposò Manasse di Dammartin (?-1037).

## Ascendenza
|                            |                     |                        | Genitori                   |  |  | Nonni |  |  | Bisnonni             |  |  | Trisnonni        |  |
|                            |                     |                        |                            |  |  |       |  |  | Roberto I di Francia |  |  | Roberto il Forte |  |
|                            |                     |                        |                            |  |  |       |  |  | Roberto I di Francia |  |  | Roberto il Forte |  |
|                            |                     | Adelaide d'Alsazia     |                            |  |  |       |  |  | Roberto I di Francia |  |  |                  |  |
| Ugo il Grande              |                     |                        |                            |  |  |       |  |  | Roberto I di Francia |  |  |                  |  |
|                            |                     | Beatrice di Vermandois | Erberto I di Vermandois    |  |  |       |  |  |                      |  |  |                  |  |
|                            |                     | Beatrice di Vermandois | Erberto I di Vermandois    |  |  |       |  |  |                      |  |  |                  |  |
|                            |                     | Beatrice di Vermandois | Bertha de Morvois          |  |  |       |  |  |                      |  |  |                  |  |
| Ugo Capeto                 |                     | Beatrice di Vermandois |                            |  |  |       |  |  |                      |  |  |                  |  |
|                            |                     | Enrico I di Sassonia   | Ottone I, duca di Sassonia |  |  |       |  |  |                      |  |  |                  |  |
|                            |                     | Enrico I di Sassonia   | Ottone I, duca di Sassonia |  |  |       |  |  |                      |  |  |                  |  |
|                            |                     | Enrico I di Sassonia   | Edvige di Babenberg        |  |  |       |  |  |                      |  |  |                  |  |
| Edvige di Sassonia         |                     | Enrico I di Sassonia   |                            |  |  |       |  |  |                      |  |  |                  |  |
|                            |                     | Matilde di Ringelheim  | Teodorico di Ringelheim    |  |  |       |  |  |                      |  |  |                  |  |
|                            |                     | Matilde di Ringelheim  | Teodorico di Ringelheim    |  |  |       |  |  |                      |  |  |                  |  |
|                            |                     | Matilde di Ringelheim  | Reinhild von Friesland     |  |  |       |  |  |                      |  |  |                  |  |
| Roberto II di Francia      |                     | Matilde di Ringelheim  |                            |  |  |       |  |  |                      |  |  |                  |  |
|                            | Ebalus di Aquitania | Ranulfo II di Poitiers |                            |  |  |       |  |  |                      |  |  |                  |  |
|                            | Ebalus di Aquitania | Ranulfo II di Poitiers |                            |  |  |       |  |  |                      |  |  |                  |  |
|                            | Ebalus di Aquitania | madre ignota           |                            |  |  |       |  |  |                      |  |  |                  |  |
| Guglielmo III di Aquitania | Ebalus di Aquitania |                        |                            |  |  |       |  |  |                      |  |  |                  |  |
|                            |                     | Aremburga              | ?                          |  |  |       |  |  |                      |  |  |                  |  |
|                            |                     | Aremburga              | ?                          |  |  |       |  |  |                      |  |  |                  |  |
|                            |                     | Aremburga              | ?                          |  |  |       |  |  |                      |  |  |                  |  |
| Adelaide d'Aquitania       |                     | Aremburga              |                            |  |  |       |  |  |                      |  |  |                  |  |
|                            |                     | Rollone                | Rognvald Eysteinsson       |  |  |       |  |  |                      |  |  |                  |  |
|                            |                     | Rollone                | Rognvald Eysteinsson       |  |  |       |  |  |                      |  |  |                  |  |
|                            |                     | Rollone                | Ragnhild Hrólfsdóttir      |  |  |       |  |  |                      |  |  |                  |  |
| Gerloc                     |                     | Rollone                |                            |  |  |       |  |  |                      |  |  |                  |  |
|                            |                     | Poppa di Bayeux        | Berengario II di Neustria  |  |  |       |  |  |                      |  |  |                  |  |
|                            |                     | Poppa di Bayeux        | Berengario II di Neustria  |  |  |       |  |  |                      |  |  |                  |  |
|                            |                     | Poppa di Bayeux        | ?                          |  |  |       |  |  |                      |  |  |                  |  |
|                            |                     | Poppa di Bayeux        |                            |  |  |       |  |  |                      |  |  |                  |  |